# L-03E
L-03E (エル ゼロ さん イー ) LGエレクトロニクス製のモバイルWi-Fiルーターで、NTTドコモによる第3.9世代移動通信システム、Long Term Evolution（LTE）通信サービスXi（クロッシィ）に対応したモバイルWiFiルータ端末である。Xi回線以外にもFOMAハイスピードやGSM、公衆無線LAN接続を使ってWi-Fi通信が可能である。

## 概要
- 本端末は100Mbpsと光ファイバー並みまで向上したXiに対応した初のモバイルWiFiルーターである。またLGエレクトロニクス製のモバイルWiFiルーターとしては初の公衆無線LANへの接続も可能となり、Xiの速度規制をうけないための工夫もなされている（ただし、docomo Wi-Fiへの自動ログイン機能はない）。周波数も800MHzや1.5GHzにも対応したため、広範なエリアでの利用が可能となった。
- 3,600mAhの大型のバッテリーを搭載しており、連続通信時間はXiモードで12時間、3Gモードで13時間、静止時の連続待受時間はXiモードで460時間、3Gモードで540時間と、長時間の利用が可能となっているほか、その大容量バッテリーの特性を活かしたモバイルチャージャー機能を搭載しており、スマートフォンなどの予備バッテリーとして使うことも可能である。
また本体付属品のACアダプタ L04またはドコモACアダプタ 04（別売）を使用しての急速充電にも対応している。
- 本体正面には1.8インチのカラーディスプレーを搭載しており、画面では電池残量、電波状態、無線LAN接続数や自局番号、SSID,WEPキーなども確認できる他、画面下の十字のジョグキーを使って、公衆無線LANのセキュリティーキーやPINロックコードの入力までも端末上で設定できる。（すべての設定がジョグキーで行えるわけではない）
- APN設定・切替、データ通信量のリミット値設定など、詳細な設定は内蔵webサーバにブラウザでアクセスして行うが、設定ページが「右クリック禁止」「Ctrlキー禁止（コピー＆ペースト禁止）」されているなど使いづらい作りとなっている。
- USBテザリング機能にも対応している。
- デュアルSSIDに対応している。

## 歴史
- 2012年10月11日 - NTTドコモより発表
- 2013年1月19日 - 発売開始

## アップデート・不具合など
2013年2月21日のアップデート
- 一定期間利用した際、データ通信ができなくなる不具合を修正する。
- ビルド番号がV10aからV10bになる。

2014年10月2日のアップデート
- L-03E本体のデータ通信量表示が正常に表示されない場合がある不具合を修正する。
- ビルド番号がV10a、V10bからV10cになる。